# Canale di Burana
Il canale di Burana è un canale artificiale collettore delle acque meteoriche e di reflusso con annessa funzione irrigua, che scorre tra le province di Mantova, Modena e Ferrara.
Il nome trae origine dal bizantino e significa "fondo senza fossa o burrone".
Il canale di scolo si estende sul versante destro del Po e si estende nel tratto che va dalla Lombardia, all'altezza di Poggio Rusco, in provincia di Mantova, fino a Bondeno, in provincia di Ferrara.In questa località,  scorrendo in una botte sifone, la Botte napoleonica, passa sotto il letto del fiume Panaro e si immette in seguito nel Po di Volano, un ex ramo deltizio del Po, che, dividendosi all' altezza di Migliarino in due rami, sfocia nel mare Adriatico all'altezza del Lido di Volano ( con il nome di  Po di Volano ) e di Porto Garibaldi (con il nome di Porto Canale Migliarino ) 